# Bigert & Bergström

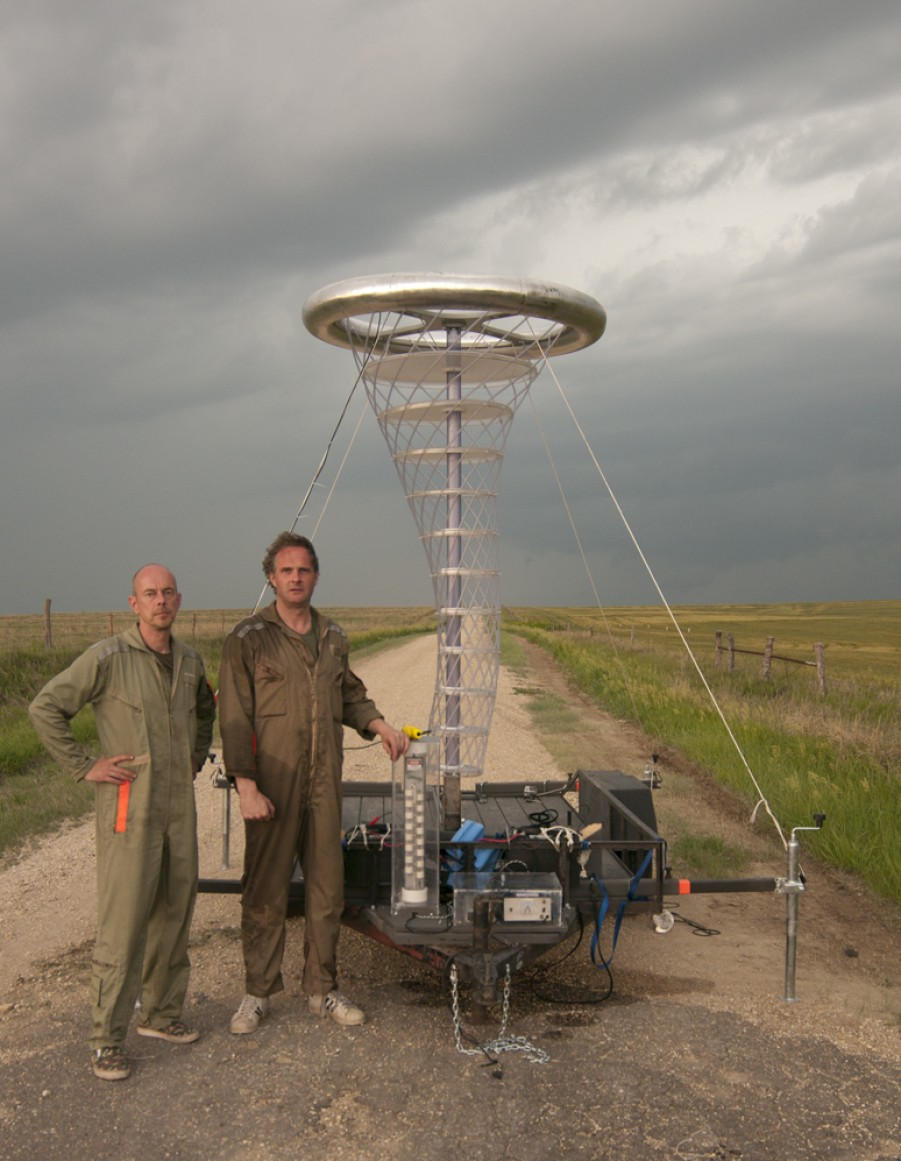
Bigert & Bergström, framför The tornado diverter, stillbild från inspelningen av filmen Väderkriget, 2012

Bigert & Bergström är en svensk konstnärsduo, som består av Mats Bigert och Lars Bergström.
Bigert & Bergström startade sitt samarbete 1986 när de studerade på Konstakademin i Stockholm och har sedan dess skapat olika konstprojekt som ställts ut och uppmärksammats världen över. Duons produktion spänner över storskalig skulptur, installationskonst, offentlig gestaltning, performance och film, ofta kombinerat i multimediala verk.

## Konstnärlig inriktning
Kännetecknande för duons konstnärskap är ett undersökande och problematiserande av samhällsaktuella ämnen, inte sällan med  humoristiska inslag. De behandlar ofta vetenskapliga, klimatrelaterade och sociala frågeställningar. Ofta har verken  tekniskt avancerade lösningar, experimentella inslag och baserar sig på forskning. Inte sällan är verken skapade för att aktivera olika sinnen, många skulpturer utsöndrar till exempel värme, vibration, ljus och ljud eller kan sättas i rörelse. Många verk har interaktiva inslag och är ofta uppförda i stor skala.
Bigert & Bergström har sedan början av sin karriär flera gånger låtit betraktaren kliva in konstverken. Under 1990-talet arbetade de med så kallade klimatkammare, utrymmen som betraktaren kunde gå in i för att konfronteras med olika typer av extrem väderlek.

## Projekt i urval

### Biosphere III (1990)
Biosphere III var en storskalig performance och installation, framförd och byggd 1990 i samarbete med Galleri Riis i Oslo. Verket inspirerades av Biosphere II, ett utopiskt experiment med ett självförsörjande ekosystem, som lanserades 1984 i Sonoraöknen i Arizona, USA. Konstnärsduons inverterade biosfär bestod av ett gradvis uppblåst tält. Inuti kunde publiken genom fönster följa konstnärernas agerande i olika dioramer, som smältande ismonoliter, ett mekaniskt växthus etc

### Klimatkamrarna (1994)
Klimatkamrarna var en vandringsutställning på uppdrag av Riksutställningar med en visningsyta på 500–600 kvadratmeter. Den visades över hela Norden 1994–1995 och bestod av fem kammare som representerade olika klimat och naturfenomen för att visa på människans komplicerade relation till naturen. Verket omfattade en ångkammare med ett tryckande tropiskt klimat, en fryskammare, en stormkammare med kraftfulla vindar i ett snäckformat rum, en värmekammare med för människan påfrestande hetta och en ljuskammare med olika ljusfenomen.

### Rescue Blanket for Kebnekaise (2015)
Rescue Blanket for Kebnekaise var en performance och ett försök att motverka glaciärsmältningen av Kebnekaise. Under sommarsolståndet 2015 täckte konstnärerna bergets södra topp med en 500 kvadratmeter stor gyllene klimatskuggduk för att bevara glaciären. Dokumentationen och materialet som samlades in under performancen förvandlades till en installation med titeln The Freeze.

### Tipping Point (2021)
Tipping Point är ett tvärvetenskapligt projekt där Bigert & Bergström samarbetat med Institutet för framtidsstudier i Stockholm. Projektets huvudsakliga undersökningsområde kretsar kring klimatetik, samtidigt som det syftar till att skapa en visuell, fysisk och poetisk upplevelse. Installationen försöker synliggöra det komplexa sambandet mellan människans beslut idag och livsvillkor för kommande generationer.

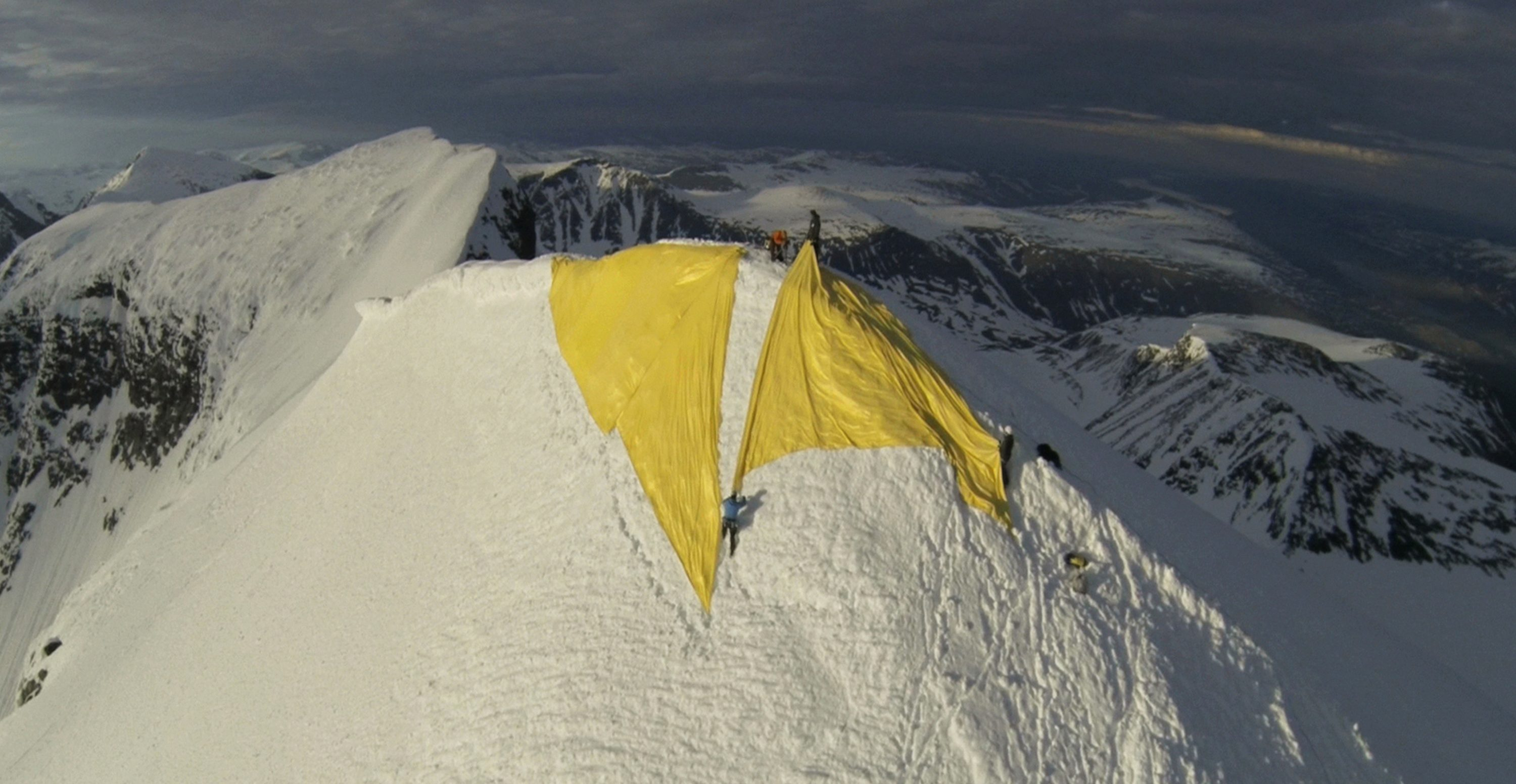
Rescue Blanket for Kebnekaise, fotodokumentation av geo-engineering-performance, 2015, Studio Bigert & Bergström

## Offentliga konstverk i urval

### Co2 Lock-in (2012)
Co2 Lock-in är ett performanceverk och en skulptural installation som uppfördes i Stockholm den 16–31 mars 2012. En serie fotbojor utformade som koldioxidmolekyler placerades ut på ett antal centrala platser. På en av dessa platser kedjade duon fast sig under en dag. Skulpturerna som är gjutna i återvunnet järn och väger 300 kg styck representerar den mängd koldioxid en genomsnittlig svensk släpper ut under en tiodagarsperiod. Projektet var ett samarbete mellan Bigert & Bergström och WWF med anledning av den världsomspännande klimataktionen Earth hour.

### Morgondagens väder (2012)
Morgondagens väder i Stockholms centralstation skapades på uppdrag av Statens konstråd. Konstverket består av hängande atmosfäriska molekyler uppkopplade till en väderlekstjänst som, beroende på kommande väderprognos ständigt skiftar i färg mellan rosa, grönt, blått och gult.

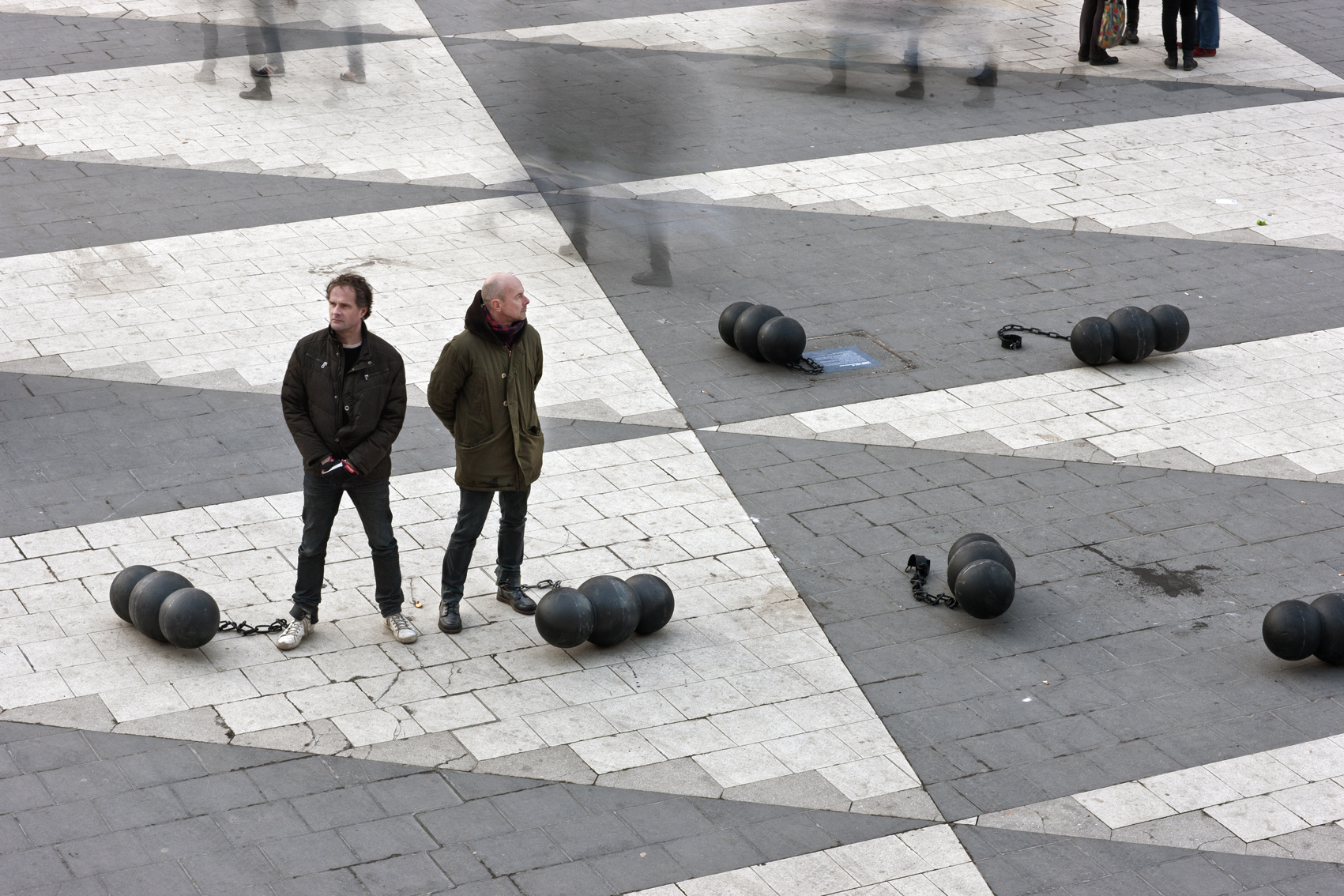
- Co2 lock in, 2012, Bigert & Bergström på Sergelstorg, Stockholm

### Cymatic Pool (2013)
Cymatic Pool belägen i företaget Ericssons huvudkontor i Kista i Stockholm. Konstverket är en interaktiv pool med ett eget telefonnummer dit det går att ringa. Genom att prata med konstverket påverkar man vattenytan så att olika mönster uppstår av ljudvågorna.

### Solar Egg (2017)
Solar Egg är en flyttbar bastubyggnad i form av ett ägg, ritad på uppdrag av Riksbyggen.

### BBQ Meteorite (2022)
BBQ Meteorite är social skulptur och en fungerande utegrill, gjord för Kvarteret Ekdungen på uppdrag av Tom Radway, Förvaltaren AB och belägen i Sundbyberg. Formen på det tre meter höga verket inspirerades av Youndegin-meteoriten som hittades i västra Australien 1884. Konstverket får användas för grillning och som ett socialt utrymme.

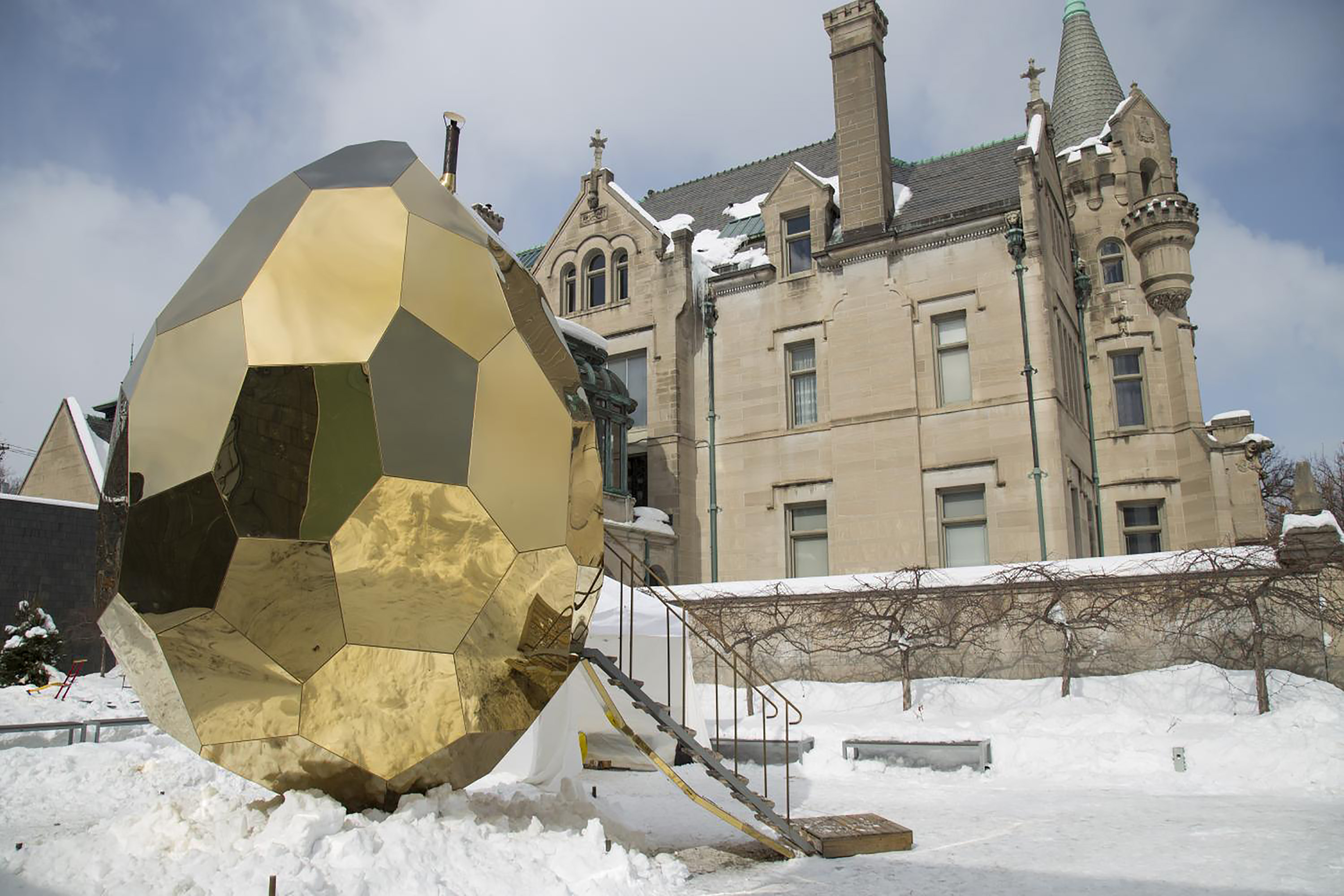
Bigert & Bergström, Solar Egg i Minneapolis, 2019

### Fler offentliga verk
- Koma-Amok, stål, 1997, Umedalens skulpturpark i Umeå
- Flash of genius, 2002, Nacka Kulturhus, Nacka
- Ecco Humor, 2003, parkeringsgarage, Dunkers Kulturhus, Helsingborg
- Peptalk 2, 2005, Älta ishall, Nacka
- Sun Passage, 2010, Hammarby sjöstad i Stockholm
- Tornado Touch Down, 2010, utanför resecentrum i Borås
- Molnportik, Fallande äpplen, Regnbågsfamilj, 2014, Lugnets skola, Hammarby sjöstad i Stockholm
- Face au Temps, 2015, Hôpital Saint Denis, Paris
- Tomorrows Weather Lexington, 2015, 21C Kentucky
- Mirror Dewdrops and Mother-of-Pearl Clouds, 2016, Psykiatriskt centrum, Trelleborg
- Face au Temps, 2017, Hôpital Saint Denis, Paris
- Tip of an Iceberg, 2019, Karolinska universitetssjukhuset, Solna
- Sunshell, 2019, Sjötullstorget, Norrtälje
- Space Seed, 2020, Biskopsudden, Stockholm
- Heat Shimmer Wall (Fata Morgana), 2020, Sankt Eriks ögonsjukhus, Stockholm
- Tree Time, 2021, Växjö stations- och kommunhus
- Cumulus Humilis (The Humble Cloud), 2021, Sunderby sjukhus, Luleå
- Apple of Knowledge, 2021, Boo Gård skola, Nacka
- Painters Mussel, 2021, Stångebro, Linköping
- Wave Pillar, 2022, Helsingborg[12]

## Filmer i urval
Bigert & Bergström gjorde sin första film, The Big Feed, år 1999. Det var fortfarande 2015 deras enda renodlade dokumentärfilm. Efter filmdebuten har de alltmer arbetat med den typ av konst som de blivit förknippade med, där de blandar fakta och anekdoter med experiment, animationer, skulpturala installationer, performance och objekt. The Big Feed, och flera andra filmer som de gjort har producerats på uppdrag av Sveriges Television. De har visats i program som Kobra (TV-program), K special och på en mängd olika internationella filmfestivaler.

### Last Supper (2005, 57 min. 16 mm and DVD)
Last Supper (Sista måltiden) behandlar traditionen att servera dödsdömda fångar en sista måltid. Traditionen härstammar från äldre begravningsritualer där den avlidne serverades mat på sin dödsbädd för att försäkra sig om att denne inte skulle hemsöka de levande som ett hungrigt spöke. Filmen fokuserar på glappet mellan den historiska betydelsen och samtida bruk av en tradition som förlorat sin mening. Huvudpersonen i filmen är Brian Prices, en före detta fånge på Huntsville State Prison i Texas som under sitt 14 år långa straff lagade över 200 sista måltider.

### The Weather War (2012, 57 min. HD)
The Weather War (Väderkriget) tecknar en både historisk och samtida skiss över människans försök att tämja vädrets makter. Världen över används olika vapen mot väderfenomen, som raketer mot regnmoln och liknade. Mot denna bakgrund lyfter filmen frågan hur vi ska bemöta klimatförändringarna – genom anpassning, eller genom att föra krig mot vädret? I filmen reser Bigert & Bergström till USA:s tornadobälte i amerikanska mellanvästern med sin maskinskulptur The Tornado Diverter för att stoppa en tornado. Idén till maskinen kommer från den ryske vetenskapsmannen Vladimir Pudovs. Pudov, som precis pensionerat sig när duon kom i kontakt med honom, hade inte längre möjlighet att realisera sin uppfinning, men Bigert & Bergström lät bygga den åt honom.

### Moments of Silence (2014, 14 min. HD)
Moments of Silence består av arkivmaterial från tillfällen där människor under en eller ett par minuter slutit upp i gemensam tystnad, som en gest för att hedra och sörja offer till följd av naturkatastrofer och andra tragedier, eller för att stå upp mot hemska händelser eller våldsamma dåd.

### The Climate Experiment(2018, 58 min. HD)
The Climate Experiment är film om Bigert & Bergströms klimatrelaterade konst och den växande insikten om människans roll i klimatförändringarna.

### Fler filmer
- The Big Feed, 1999, 11 minuter
- If you Don't Like the Weather, Change it, 2007, 22 minuter
- Tunneltankar, 2008, 27 minuter
- Life Extended, 2009, 57 minuter
- Life Extended, 2009, 57 minuter
- Musen (The Mouse), 2012, 27,30 minuter
- VMA - Viktigt meddelande till allmänheten, 2015, 15 minuter

## Separatutställningar i urval
- 1990 Biosphere III, Galleri Riis, Oslo
- 1995 LOOP, Künstlerhaus Bethanien, Berlin
- 1996 Bubblegum Pink, Galleri Lars Bohman, Stockholm
- 1997 Therapi Taxi, Galerie Ursula Walbröl, Düsseldorf
- 1998 Climate Chambers II, Swedish Pavillion, Expo 98, Lissabon
- 2002 The Waiting Room, Zinc Gallery, Stockholm
- 2003 Full Stop, Rum för berusning I, Vin- & Sprithistoriska Museet, Stockholm
- 2004 4 for four, Milliken, Stockholm
- 2006 Nelson Gallery, UC Davis, San Francisco
- 2007 If You Don't Like The Weather, Change it, Künstlerhaus Bethanien, Uppsala konstmuseum
- 2009 Short Circuit No.18, Cabinet Magazine, Brooklyn, New York
- 2010 Känn dig själv, Kulturhuset, Stockholm
- 2012 The Mouse, CIS Art Lodgers, Convent de Sant Agusti, Barcelona
- 2012 The Weather War, film, installation, Moderna Museet, Stockholm
- 2013 Les Yper Yper, Thessaloniki, Grekland
- 2014 The Drought, Varbergs konsthall
- 2014 The Weather War, Galerie Barbara Thumm, Berlin
- 2015 Explosion of Speech, Goethe-Institut, Thessaloniki
- 2015 Gudrun, Minnet av en storm, Växjö konsthall
- 2016 The Freeze, Belenius/Nordenhake, Stockholm
- 2017 Eye of the Storm, Artipelag, Stockholm
- 2017 The Weather War, Shanghai Minsheng Art Museum
- 2018 The Climate Experiment, Dunkers Kulturhus, Helsingborg
- 2018 Prognosis, Örebro konsthall
- 2018 Solar Egg, Kunsthal Charlottenborg, Köpenhamn
- 2019   Taverna Brillo, Stockholm
- 2019 Prosthesis, Gallery Belenius, Stockholm
- 2020 Scenario/Scenery, Eskilstuna konstmuseum
- 2021 Tipping Point, Rikstolvan - Skånefrö's warehouse, Hammenhög
- 2022 Tipping Point, Djurgården, Stockholm
- 2022 Inside the Weather – a Synaptic Battlefield, Nässjö konsthall
- 2022 Hurricane Party, Norrtälje konsthall

## Grupputställningar i urval
- 1994 What’s in your mind, Tekniska Museet, Stockholm
- 1994 Aperto 93, 45th Venice Biennial
- 1995 Disneyland After Dark, Uppsala konstmuseum
- 1996 INTERPOL, Färgfabriken, Stockholm
- 1996 Comp in Box, Galleri Anhava, Helsingfors
- 1997 Umedalens Skulptur 97, Galleri Stefan Andersson, Umeå
- 1998 Deathwatch, INSYN, Kulturhuvudstadsprojekt, Stockholm 98
- 1999 Game Over, Watari-Um, Tokyo
- 2000 Circus Circus, Norrtälje konsthall
- 2001 The Future is Now!, Louisiana Museum of Modern Art
- 2002 Over the Moon, Kunstamt Kreutzberg, Berlin
- 2003 In/Out, Trafó Gallery, Budapest
- 2004 Copy-art.net, IBID project, ICA, London
- 2005 No Man is an Island, Kunstnernes Hus, Oslo
- 2006 Crime & Punishment, Tallinn Art Hall
- 2008 Anima(e), Villa Nigra-Anema, Italien
- 2009 Documentary Fortnight, MoMA, New York
- 2010 Eattopia, International Video Art Exhibition, Hung-Gah Museum, Taipei
- 2011 Living as Form, Creative Time, New York
- 2013 14th Videonale, Bonn Kunstmuseum
- 2014 Liebe/Love, Wilhelm-Hack-Museum, Ludwigshafen
- 2014 urSinnen, Färgfabriken, Stockholm
- 2016 Acclimatize, Moderna Museet, Stockholm
- 2016 Surfacing Earth, Röda Sten konsthall, Göteborg
- 2017 Victory Over the Sun, The Poetics and Politics of Eclipse, KMAC, Louisville, KY
- 2019 Weather Report, Aldrich Art Museum, Ridgefield, USA
- 2019 Wunderkammer, programmeringsutställning kurerad av Nato Thomson, Seattle Art Fair
- 2020 Tyst vår / Silent Spring, Kaknäs torn, Djurgården, Stockholm
- 2021 All the Pretty Landscapes, Persons Project, Berlin
- 2022 The Great Outdoors, Skovhuset Kunst & Natur, Værløse
- 2022 Novacène, Gare Saint Sauveur, Lille
- 2022 When the Wind Blows, KUNST HAUS WIEN